# 邁克爾·奧尼爾 (新西蘭傳媒工作者)
邁克爾·奧尼爾（Michael O'Neill, 1948年—1997年4月29日），新西蘭傳媒工作者。

## 生平
奥尼尔十多歲時在家鄉New Plymouth一家晚報開始了他的新聞從業生涯，他曾在多份新西蘭和澳大利亞報紙做記者，后就职于美聯社駐澳大利亞分社。1960年代奧尼爾移居香港，在英文週刊《遠東經濟評論》當記者，在那裏他結識了印度籍編輯喬治（T.J.S. George），二人醞釀創辦一份面向亞洲地區的英文時事週刊，“發出長期被忽視的亞洲聲音” 。
1975年12月，奧尼爾创办《Asiaweek》，任執行編輯（Managing Editor），喬治任編輯。1981年，奧尼爾擔任Asiaweek總編輯，直到1994年離開Asiaweek。1987年12月，奧尼爾與康榮創辦《亞洲週刊》。1997年4月29日，奧尼爾因心臟病在菲律賓去世，享年49歲。